# Grenaa Havn
Grenaa Havn er havnen i Grenaa på Djurslands østligste spids. Havnen er både trafik- og erhvervshavn.

## Historie
Der har formodentlig været anløbssted for mindre skibe langt tilbage i historien omkring udløbet af Djurså, hvorigennem det var muligt at sejle helt op til Grenaas bymidte. Byen og havnen var i middelalderen et vigtigt handelsknudepunkt, hvor der blandt andet blev udskibet meget korn til Norge. Havnen er i flere omgange blevet renoveret, men forfaldt efterhånden i 1700-tallet.
I 1813 blev den første egentlige havn anlagt i Grenaa, men den blev allerede få årtier senere afløst af en ny havn, der denne gang blev anlagt ved Kattegats kyst i perioden 1874-1879. I 1934 blev færgeruten Grenaa-Hundested indviet, og i 1960 åbnede færgeruten til Varberg. I 2000 blev havnen til et aktieselskab, og i de seneste år har flere store virksomheder, specielt inden for energisektoren, etableret sig på havnen.
En miljøvurdering om udvidelsen af havnen blev udgivet i september 2017.
Planen var da at udvide havnen med omkring 664.000 kvadratmeter.

## Anlæg
Færgeanlæggene ligger på sydhavnen, hvor der i dag er færgeforbindelse til Anholt og Halmstad (tidligere Varberg). Dertil kommer linjefart med gods på NORlines' rute PL fra Swinoujscie til Kirkenes.
Bulkterminalen omfatter flere kraner, opbevaringsområder, herunder tyve pakhuse på i alt 24.000 m². Blandt de mest transporterede varegrupper er korn og foderstoffer, træflis og -piller, kemikalier, sand og grus, vejsalt samt skrot.
Samlet set omfatter Grenaa Havn et areal på 1,425 millioner m². Den samlede kajlængde er på 2,5 km, og der er tre færgelejer samt to ro-ro-lejer.

## Infrastruktur
Havnen har en jernbanestation med forbindelse til Grenaa Station; ruten er udelukkende godsbane.
Der er vejforbindelse fra havnen via primærrute 16, der blandt andet omfatter den tidligere færgerute til Hundested, til Randers samt primærrute 15 til Aarhus. Nordre Kattegatvej er en ny omfartsvej, der skal lede den tunge trafik til rute 16 uden om selve byen.

## Økonomi
Grenaa Havn er et aktieselskab, der er 100 % ejet af Norddjurs Kommune.
Havnen havde i 2016 en nettoomsætning på 53 millioner kr og et nettoresultat på 8 millioner. Den beskæftiger 17 mand.